# Dalea elata
Dalea elata är en ärtväxtart som beskrevs av William Jackson Hooker och George Arnott Walker Arnott. Dalea elata ingår i släktet Dalea, och familjen ärtväxter. Inga underarter finns listade i Catalogue of Life.